# Rogny
Rogny település Franciaországban, Aisne megyében. Lakosainak száma 100 fő (2022. január 1.). Rogny Cilly, Houry, Lugny, Montigny-sous-Marle, Prisces és Thiernu községekkel határos.

## Népesség
A település népessége az elmúlt években az alábbi módon változott:
| Lakosok száma | 142  | 138  | 129  | 98   | 110  | 114  | 112  | 104  | 103  | 100  |
|               | 1968 | 1982 | 1990 | 2006 | 2013 | 2015 | 2017 | 2019 | 2020 | 2022 |